# 卡姆斯科耶烏斯季耶區

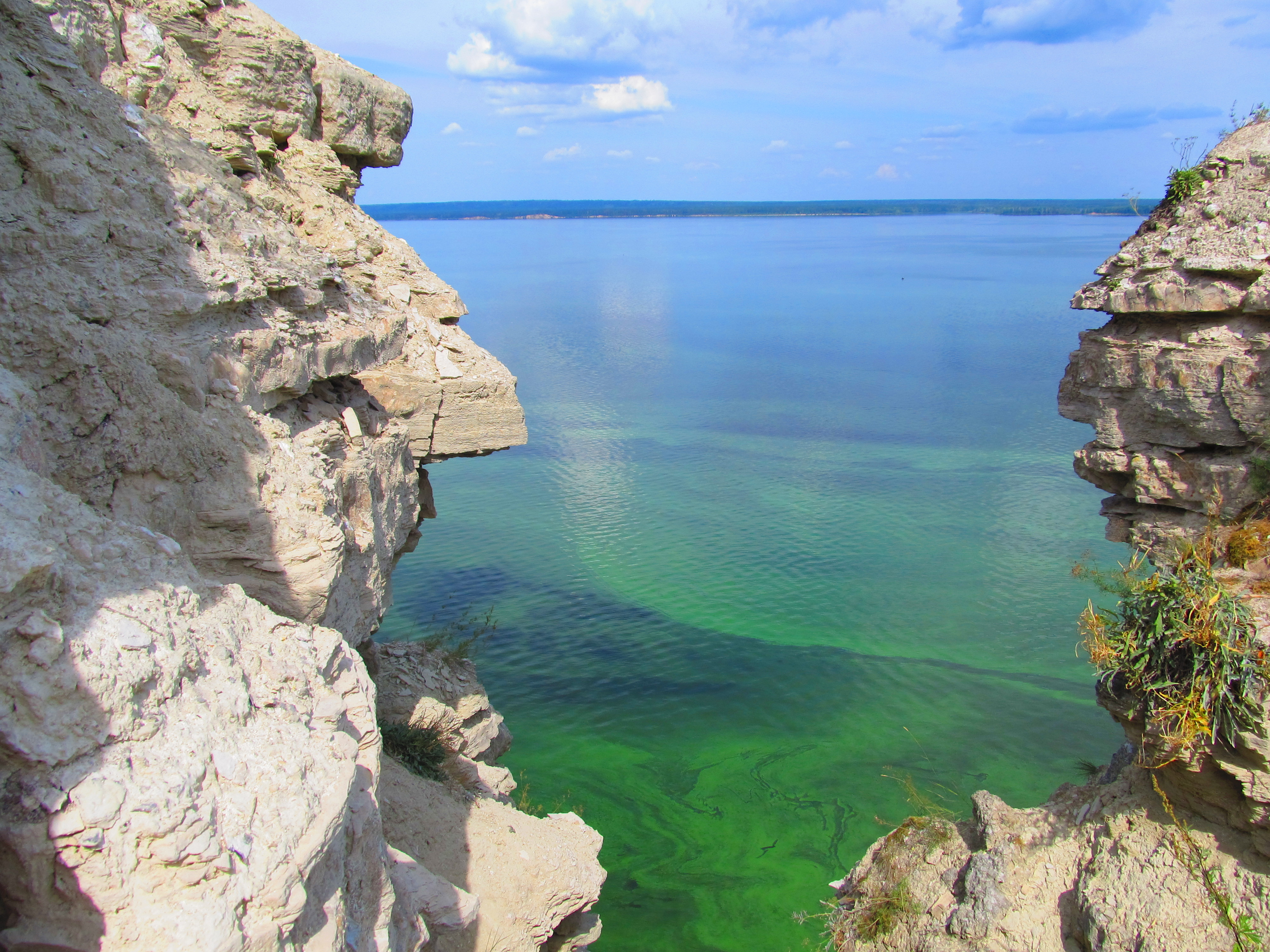

55°16′N 49°02′E / 55.267°N 49.033°E
卡姆斯科耶烏斯季耶區（俄语：Камско-Устьинский район），是俄羅斯的一個區，位於該國西部，由韃靼斯坦共和國負責管轄，面積1,199平方公里，2010年人口16,904，人口密度每平方公里14.1人。